# Radioaktivt nedfald (dokumentarfilm)
Radioaktivt nedfald er en dansk dokumentarfilm fra 1961 instrueret af Helge Robbert.

## Handling
Filmen skildrer Civilforsvars-Forbundets arbejde i en fingeret situation, hvor dele af landet udsættes for radioaktivt nedfald; samtidig vises hvilke forholdsregler civilbefolkningen kan og bør tage for at nedsætte risikoen for radioaktiv bestråling mest muligt. Gennem tegnefilm forklares, hvad radioaktivitet er, og på hvilken måde radioaktiv stråling indvirker på den menneskelige organisme.